# Tit Juvenci (pretor)
Tit Juvenci (en llatí Titus Juventius) va ser un magistrat romà del segle ii aC. Formava part de la gens Juvència, una gens romana d'origen plebeu procedent de Tusculum.
Titus Livi diu a la seva obra Ab Urbe Condita que va ser un dels legats enviats a la Pulla i a Calàbria per comprar el gra que es necessitava a Roma, l'any 172 aC. Probablement era el mateix Tit Juvenci que apareix com a pretor 22 anys abans, el 194 aC.